# Tropeneibische
Die Gattung Tropeneibische (Thespesia) gehört zur Familie der Familie Malvengewächse (Malvaceae). Die etwa 16 Thespesia-Arten sind in warmen subtropischen bis tropischen Gebieten von Asien und Afrika, auf karibischen Inseln und auf Inseln im Südpazifik verbreitet. 

## Beschreibung

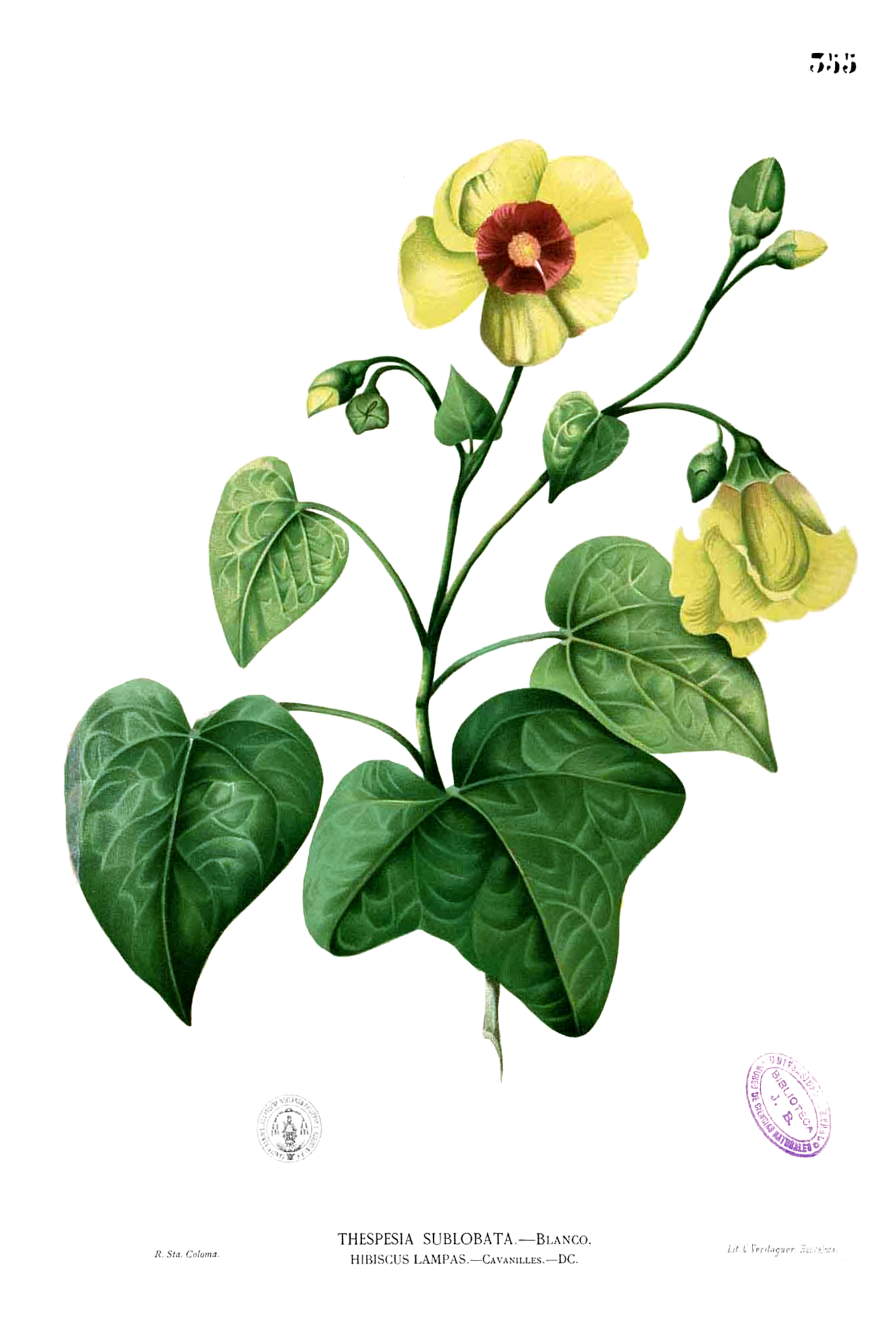
Illustration des Portiabaumes, auch Küstenhibiskus genannt (Thespesia populnea)

### Vegetative Merkmale
Die Thespesia-Arten wachsen als Sträucher und Bäume. Manche Arten enthalten einen gelben Milchsaft. Pflanzenteile sind unbehaart oder besitzen einfache Schild- oder Stern-Haare. 
Die wechselständig angeordneten Laubblätter sind in Blattstiel und Blattspreite gegliedert. Die Blattstiele sind lang. Die einfachen, eiförmigen Blattspreiten besitzen einen glatten oder drei- bis fünflappigen Blattrand. Oft sind auf den Blättern extraflorale Nektarien vorhanden. Die Nebenblätter sind sehr schmal. Die Keimblätter sind schwarz punktiert.

### Blütenstände und Blüten
Die Blüten stehen meist einzeln in den Blattachseln oder selten in kleinen, zymösen, beziehungsweise in endständigen traubigen Blütenständen zusammen. Der winzige Nebenkelch ist zwei- bis achtlappig und besitzt manchmal dreiteilige Nektarien.
Die relativ großen und auffälligen Blüten sind zwittrig, radiärsymmetrisch und fünfzählig. Es kann ein Außenkelch vorkommen. Die fünf Kelchblätter sind becherförmig verwachsen. Die fünf meist gelben, seltener weißen oder rosafarbenen Kronblätter stehen glockenförmig zusammen; es kann jeweils ein purpurfarbener Fleck vorhanden sein. Bei der Unterfamilie Malvoideae sind die vielen Staubblätter zu einer den Stempel umgebenden Röhre verwachsen, der sogenannten Columna. Bei dieser Gattung überragt die Columna die Kronblätter meist nicht. Fünf Fruchtblätter sind zu einem Fruchtknoten verwachsen mit jeweils einigen Samenanlagen in jedem Fruchtknotenfach.

### Früchte und Samen
Die Früchte sind von den Kelchblättern umgeben. Es werden kugelige bis birnenförmige, drei- bis fünffächerige Kapselfrüchte gebildet, die ledrig oder verholzt und geschlossen bleiben oder bei Reife sich öffnen; manchmal sind sie leicht fleischig. Jedes Fruchtfach enthält drei bis viele Samen. Die verkehrt-eiförmigen Samen sind glatt oder behaart.

## Systematik

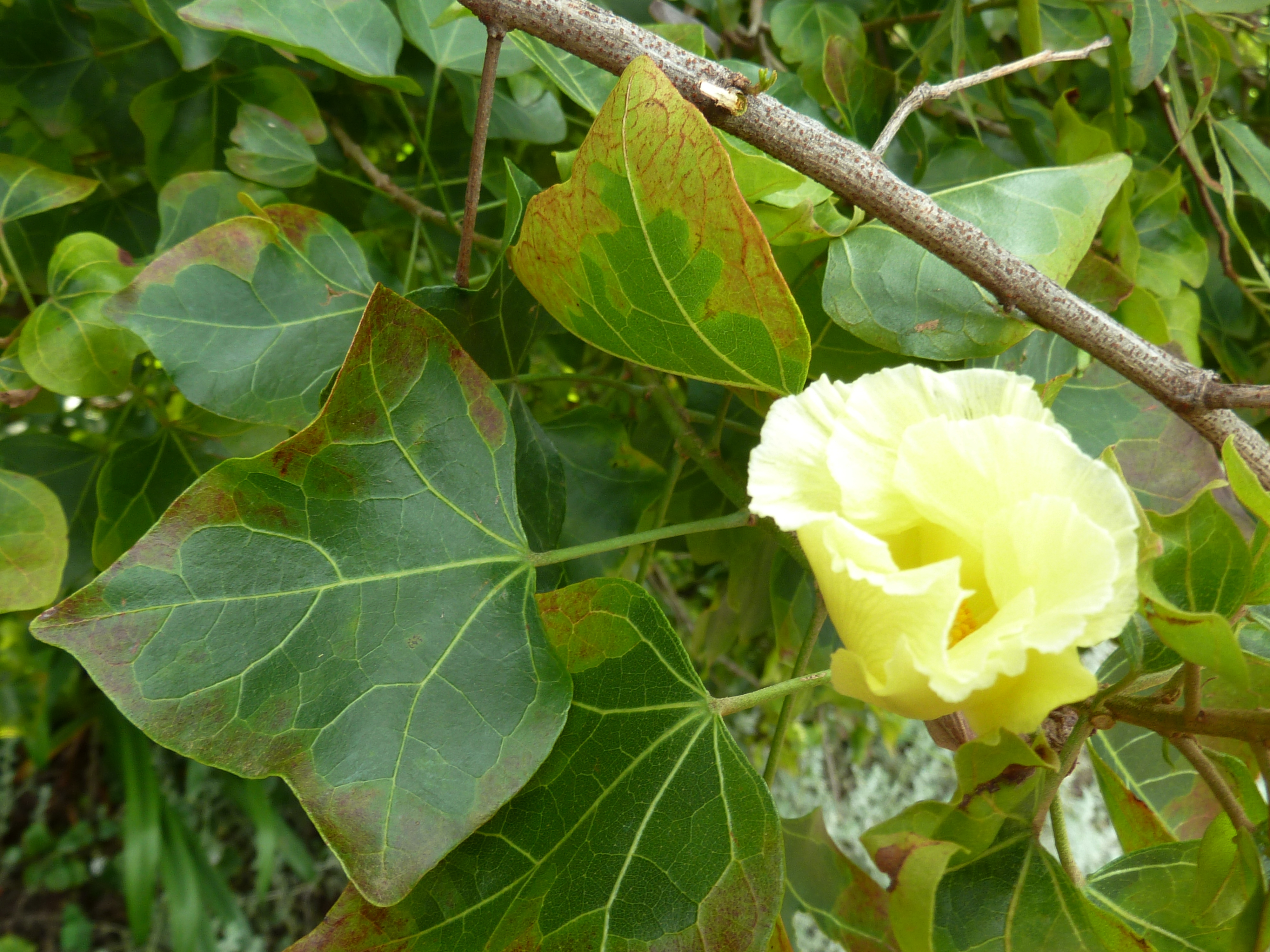
Gestielte Laubblätter und Blüte von Thespesia acutiloba

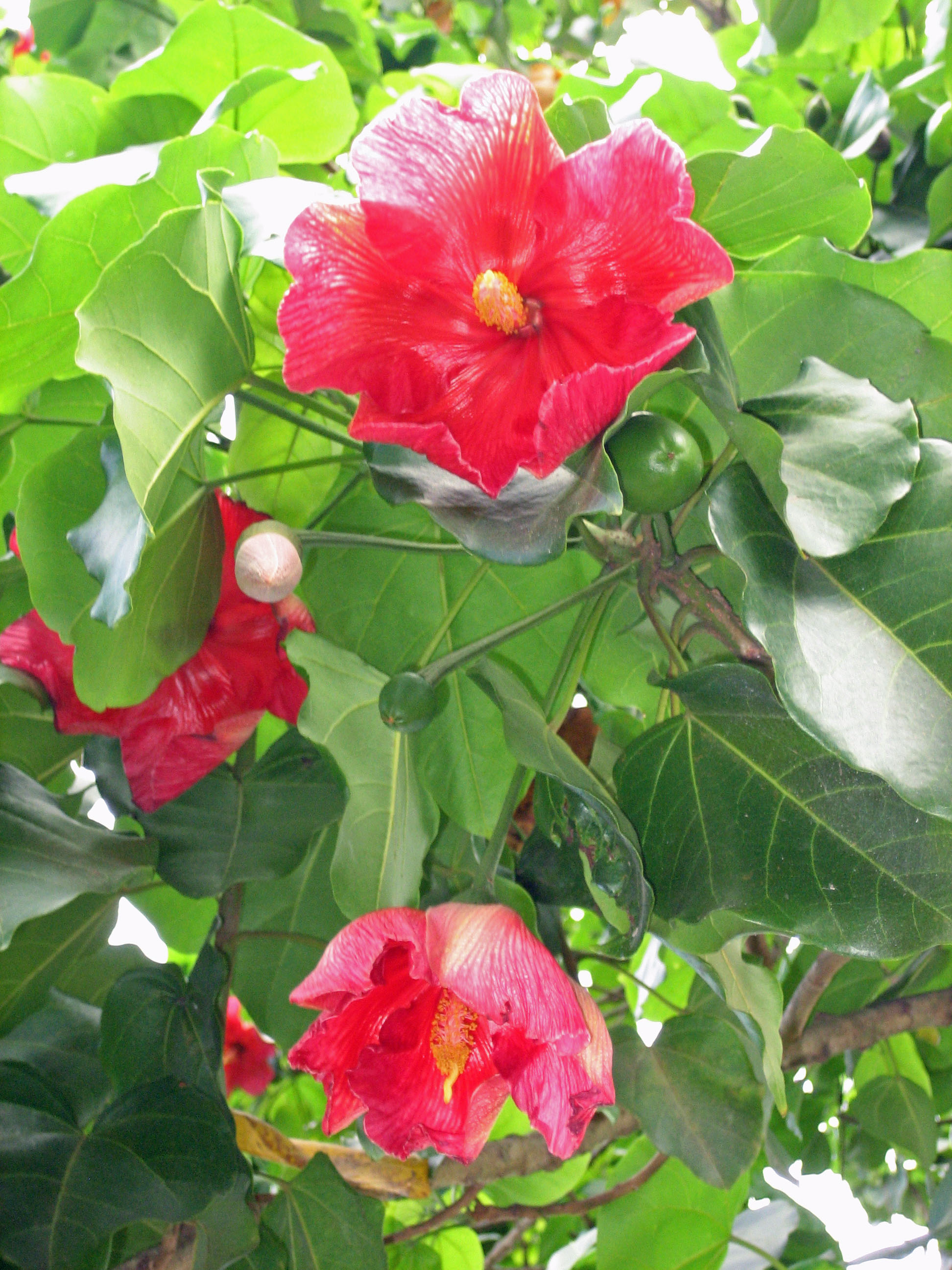
Laubblätter und Blüten von Thespesia grandiflora

Die Gattung Thespesia wurde 1807 von Daniel Carl Solander in José Franciso Corrêa da Serra: Annales du muséum national d'histoire naturelle, 9, S. 290–291, Tafel 25, Figur 1 aufgestellt. Typusart ist Thespesia populnea (L.) Sol. ex Corrêa. Es erfolgte eine Neubestimmung von Hibiscus populneus L. Der Gattungsname Thespesia leitet sich von dem griechischen Wort thespésios für „göttlich, gewaltig, herrlich“, wegen des Erscheinungsbildes dieser Baumformen her.
Der Name Thespesia Sol. ex Corrêa nom. cons. wurde in Vienna ICBN Art. 14.4 & App. III gegen das homotypische Synonym Bupariti Duhamel nom. rej., das bereits 1760 von Henri Louis Duhamel du Monceau in Traité des semis et plantations des arbres et de leur culture, 5 veröffentlicht wurde, festgelegt. Weitere Synonyme für Thespesia Sol. ex Corrêa sind: Armourea Lewton, Atkinsia R.A.Howard, Maga Urb., Montezuma DC., Parita Scopoli, Pariti Adanson nom. illeg., Shantzia Lewton, Thespesiopsis Exell & Hillc., Ulbrichia Urb.
Die Gattung Thespesia gehört zur Tribus Gossypieae in der Unterfamilie Malvoideae innerhalb der Familie der Malvaceae.
Die Gattung Thespesia umfasst etwa 16 (bis 2016 bis zu 18) Arten (Auswahl):
- Thespesia acutiloba (Baker f.) Exell & Mendonça: Südliches Mosambik bis KwaZulu-Natal.[5]
- Thespesia beatensis (Urb.) Fryxell: Dieser Endemit kommt nur in der Dominikanischen Republik vor.[4]
- Thespesia cubensis (Britton & P.Wilson) J.B.Hutch.: Sie kommt nur in Kuba vor.[4]
- Thespesia danis Oliv.: Sie kommt in Äthiopien, Somalia, Kenia und Tansania vor.[4]
- Thespesia fissicalyx Borss.Waalk.[1]: Sie kommt in Neuguinea vor.[5]
- Thespesia garckeana F.Hoffm.: Sie kommt vom tropischen bis südlichen Afrika vor.[4]
- Thespesia grandiflora DC.: Sie kommt nur in Puerto Rico vor.[4]
- Thespesia gummiflua Capuron[1]: Sie kommt in Madagaskar vor.[5]
- Thespesia mossambicensis (Exell & Hillc.) Fryxell (Syn.: Thespesiopsis mossambicensis Exell & Hillcoat): Dieser Endemit kommt nur im nördlichen Mosambik vor.[5]
- Thespesia patellifera Borss.Waalk.[1]: Neuguinea.[5]
- Portiabaum oder Küstenhibiskus (Thespesia populnea (L.) Sol. ex Corrêa): Sie ist im tropischen Afrika, im tropischen Asien, in China, Japan, Taiwan, auf Inseln im Indischen Ozean und auf Pazifischen Inseln, in Australien, in Neuguinea und von Mexiko über Zentralamerika sowie auf karibischen Inseln bis ins nördliche Südamerika weitverbreitet.[4]
- Thespesia populneoides (Roxb.) Kostel.: Sie gedeiht entlang der Küsten des Indischen Ozeans und tropischen westlichen Pazifik.[1]

Nicht mehr zur Gattung Thespesia gehören die zwei Arten der Gattung Azanza Alef.:
- Thespesia lampas (Cav.) Dalzell → Azanza lampas (Cav.) Alef.:[1] Sie ist in Indien, Laos, Vietnam, China, Malaysia, Indonesien und auf den Philippinen verbreitet.[4]
- Thespesia thespesioides (R.Br. ex Benth.) Fryxell → Azanza thespesioides (Benth.) F.Areces:[1] Sie kommt in Australien vor.[4]